# Retschow
Retschow ist eine Gemeinde im Landkreis Rostock in Mecklenburg-Vorpommern (Deutschland). Die Gemeinde wird vom Amt Bad Doberan-Land mit Sitz in Bad Doberan verwaltet.
Der Ortsname leitet sich von dem slawischen Wort „rez“ = Roggen ab. Damit wurde aus Rezhecow - Retschow. Zu Retschow gehören die Ortsteile Fulgenkoppel, Glashagen und Stülow.

## Geografie
Die Gemeinde liegt zwischen den Städten Bad Doberan, Kröpelin und der Gemeinde Satow in einem hügeligen Gebiet, das südöstlich an den Höhenzug der Kühlung anschließt.
Umgeben wird Retschow von den Nachbargemeinden Bad Doberan im Norden, Hohenfelde im Osten, Satow im Süden, Kröpelin im Westen sowie Reddelich im Nordwesten.

## Geschichte
Während der Befreiungskriege fand bei Retschow am 28. August 1813 ein Gefecht zwischen dem linken Flügel der Armeen Napoleons unter François Antoine Lallemand, die im August 1813 nach Mecklenburg vorgestoßen waren, und der Nordarmee mit Mecklenburgischen Freiwilligen Jägern unter schwedischem Oberbefehl statt. Es endete mit dem Rückzug der französischen Truppen.

## Politik

### Gemeindevertretung
Der Gemeinderat besteht aus acht Mitgliedern. Die Wahl zum Gemeinderat am 26. Mai 2019 hatte folgende Ergebnisse:
| Partei/Bewerber             | Prozent | Sitze |
| --------------------------- | ------- | ----- |
| Wählergruppe Aktionsbündnis | 34,9    | 3     |
| Die Linke                   | 28,6    | 2     |
| Wählergruppe FFW            | 25,4    | 2     |
| SPD                         | 5,2     | 1     |

### Wappen
Das Wappen wurde am 26. Oktober 2000 durch das Innenministerium genehmigt und unter der Nr. 231 der Wappenrolle von Mecklenburg-Vorpommern registriert.
Blasonierung: „Unter fünffach gezinntem rotem Schildhaupt in Grün eine gestürzte eingeschweifte goldene Spitze, belegt mit einem schreitenden schwarzen Hahn; vorn und hinten je eine schräg nach außen liegende goldene Ähre.“
Der rote Himmel versinnbildlicht das Feuer in Neubukow und den Brand, durch den die Burg zerstört wurde. Die vier Zinnen erinnern an die Ritterburg, die im 14. Jahrhundert zerstört wurde, und an den Zusammenschluss der vier Ortsteile Retschow, Fulgenkoppel, Stülow und Glashagen zur Gemeinde Retschow. Der schwarze Hahn krähte 1729 mitten in der Nacht angesichts des roten Himmels vom Großfeuer in Neubukow. Der hiesige Pastor alarmierte die Retschower, die nun als erste Auswärtige helfen konnten, das Feuer zu löschen und die Ähren symbolisieren den slawischen Ortsnamen Retschow von Rezhecow = Roggenort (rez = Roggen).
Das Wappen wurde von dem Weimarer Michael Zapfe gestaltet.

## Persönlichkeiten
- Bruno Horst Bull (* 1933 in Stülow), Schriftsteller, Dichter und Kinder- und Jugendbuchautor

## Kultur und Sehenswürdigkeiten
- Dorfkirche Retschow: gotische einschiffige Backsteinkirche, 1233 erwähnt, mit einjochigem Chor; der vorgesetzte Westturm wurde 1653 aus Holz errichtet.
- Denkmalhof Pentzin: Das Museum stellt die bäuerliche Lebens- und Arbeitswelt dar. Die Hofanlage ist die einzige ihrer Art in Mecklenburg-Vorpommern, welche noch eine Dreiteilung in Wohnhaus (1787), Scheune (1836) und Altenteilerkaten (1842) umfasst.
- Gutshaus Retschow

→ Siehe auch Liste der Baudenkmale in Retschow

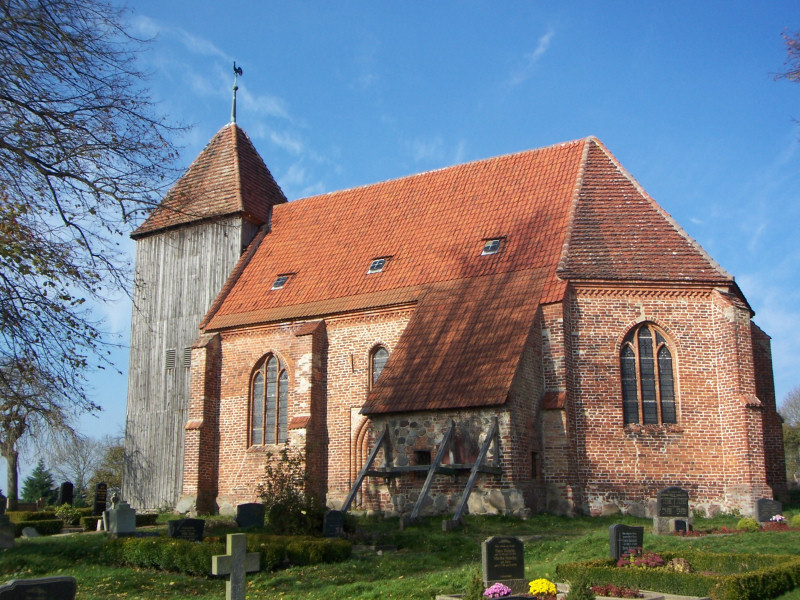
Dorfkirche Retschow
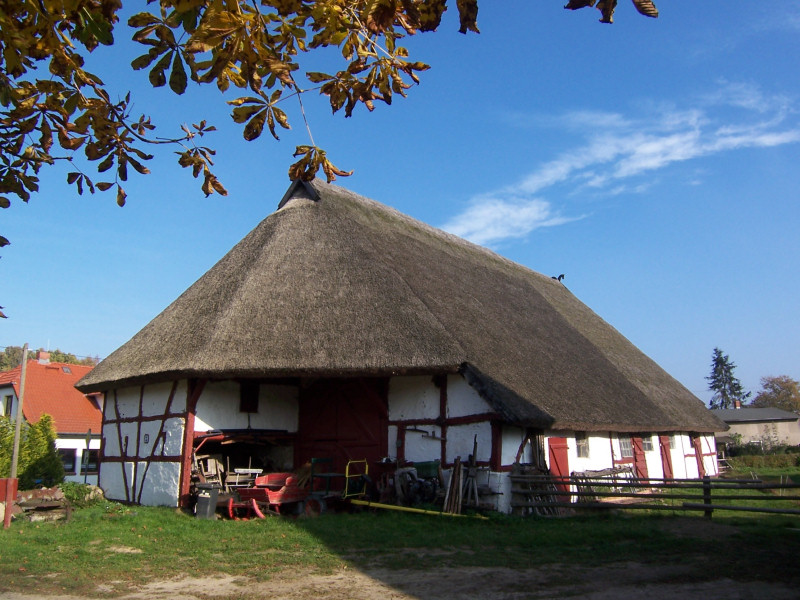
Museumshof in Retschow
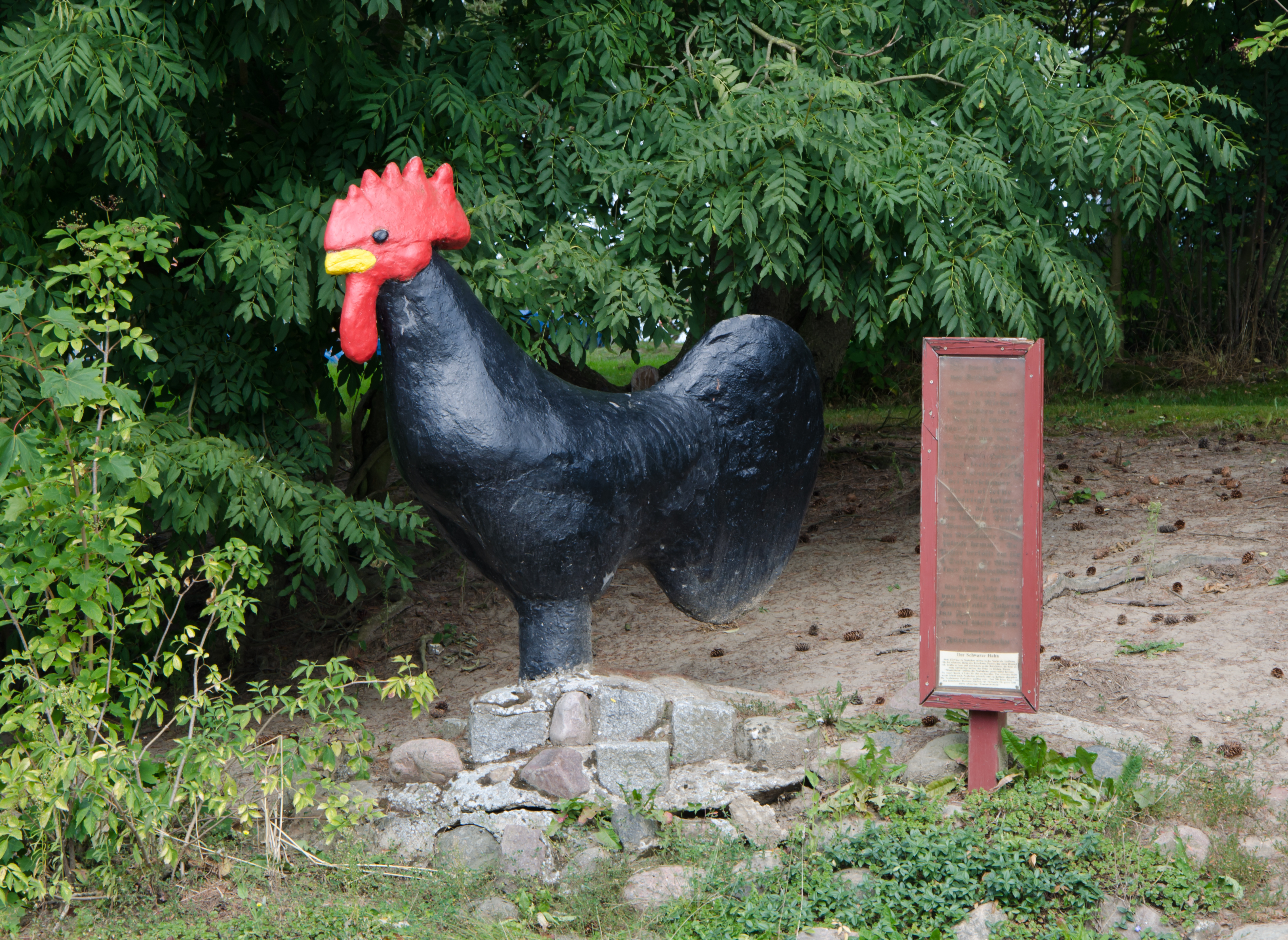
Schwarzer Hahn

## Dokumentarfilm
- 1989: Was du ererbt von deinen Vätern ... (DEFA-Dokumentarfilm, Regie: Friedrich Rochow)[4]